# Giorgia Solato
Giorgia Solato (27 de octubre de 1976) es una deportista italiana que compitió en tiro con arco, en la modalidad de arco compuesto.
Ganó una medalla en el Campeonato Mundial de Tiro con Arco al Aire Libre de 2007 y una medalla en el Campeonato Mundial de Tiro con Arco en Sala de 2009.
Además, obtuvo dos medallas en el Campeonato Europeo de Tiro con Arco al Aire Libre, en los años 2002 y 2006, y tres medallas en el Campeonato Europeo de Tiro con Arco en Sala, en los años 2002 y 2004.

## Palmarés internacional
| Campeonato Mundial al Aire Libre | Campeonato Mundial al Aire Libre | Campeonato Mundial al Aire Libre | Campeonato Mundial al Aire Libre |
| Año                              | Lugar                            | Medalla                          | Prueba                           |
| -------------------------------- | -------------------------------- | -------------------------------- | -------------------------------- |
| 2007                             | Leipzig (Alemania)               | Medalla de plata                 | Equipo                           |
| Campeonato Mundial en Sala       |                                  |                                  |                                  |
| Año                              | Lugar                            | Medalla                          | Prueba                           |
| 2009                             | Rzeszów (Polonia)                | Medalla de bronce                | Equipo                           |
| Campeonato Europeo al Aire Libre |                                  |                                  |                                  |
| Año                              | Lugar                            | Medalla                          | Prueba                           |
| 2002                             | Oulu (Finlandia)                 | Medalla de bronce                | Individual                       |
| 2006                             | Atenas (Grecia)                  | Medalla de oro                   | Equipo                           |
| Campeonato Europeo en Sala       |                                  |                                  |                                  |
| Año                              | Lugar                            | Medalla                          | Prueba                           |
| 2002                             | Ankara (Turquía)                 | Medalla de oro                   | Equipo                           |
| 2002                             | Ankara (Turquía)                 | Medalla de plata                 | Individual                       |
| 2004                             | Sassari (Italia)                 | Medalla de bronce                | Equipo                           |